# Паливода Іван Симонович
Іван Симонович Паливода (1 квітня (20 березня) 1885 с. Варварівка — 30 січня 1985 м. Сомерсет, штат Нью-Джерсі,  США) — український політичний діяч, за доби УНР — міністр пошти і телеграфу, в еміграції — педагог і церковний диригент, довголітній псаломщик у православному храмі святого апостола Андрія Первозваного в Баунд-Бруку. Похований на українському православному цвинтарі в Баунд-Бруку, штат Нью-Джерсі.

## Біографія
Іван Паливода (третім з семи синів) народився 1 квітня (20 березня) 1885 року у с. Варварівці Пирятинського повіту Полтавської губернії у маєтку графів Кочубеїв, де був управителем його батько Симон Панасович (1862 року н.). З 1889 року родина Паливодів проживала у маєтку Богдани, а згодом у маєтку Рацюківщина (Золотоніський повіт). Іван був досить освіченою людиною для того часу, — закінчив міське училище у Золотоноші та педагогічний інститут у Глухові (1907 року). Потім була педагогічна робота у Проскурові, Вінниці, Ніжині (1909—1911), одній з київських гімназій (1911—1913), посада інспектора з освіти (1913—1917).
У 1909 року Іван Паливода одружився з Євгенією Хальчицькою, від якої мав двох дітей: Галину, 1911 року н.; Миколу, 1914 року н. У 1917 року на з'їзді вчителів його обрали до Київської управи. У 1919—1921 рр. Іван Симонович був міністром пошти й телеграфів УНР.
Після встановлення Радянської влади в Україні Іван Паливода емігрує до Чехословаччини, де вдруге (після розлучення) у 1931 року одружується з Оленою Мелешко. Від цього шлюбу у Празі народився син Ярослав (09.10.1932 — 12.04.1978). Після закінчення ІІ Світової війни через Німеччину Іван Паливода у 1949 році потрапляє до США, громадянином яких стає у 1955 році. У енциклопедичному довіднику «Українці у Північній Америці» (видання 1976 року) вміщені докладні дані про активну діяльність всієї сім'ї Паливодів у еміграції.
Чоловіча лінія цього роду не перервалася після передчасної смерті Ярослава. Від шлюбу з Ларисою Олександрівною Галіон (06.07.1936 року н.) у нього народилися: Андрій (26.11.1962 року н.); Наталія (18.09.1966 року н.). Своєю чергою Андрій теж має сина Олександра — Андрія (20.04.1996 року н.).